# Juraj Sagan
Juraj Sagan (* 23. Dezember 1988 in Žilina, Tschechoslowakei) ist ein ehemaliger slowakischer Radrennfahrer.

## Werdegang
Juraj Sagan gewann 2006 in der Juniorenklasse eine Etappe beim Cup of Grudziadz Town President und wurde nationaler Vizemeister im Straßenrennen.
Ab 2007 fuhr er für slowakische Continental Team Dukla Trenčín Merida und hatte damit seinen ersten Vertrag bei einem internationalen Radsportteam.  In seinen ersten beiden Jahren gewann er jeweils ein Teilstück bei dem Etappenrennen Košice-Tatry-Košice. Bei den UCI-Straßen-Weltmeisterschaften 2007 belegte er im Straßenrennen der Klasse U23 den elften Rang. In der Saison 2009 gewann er den Grand Prix Boka und wurde bei der slowakischen Meisterschaft Vierter im Straßenrennen.
Ab Juli 2010 fuhr Juraj Sagan für das UCI ProTeam Liquigas-Doimo, bei dem auch sein jüngerer Bruder Peter Sagan als Radsportler aktiv war und mit dem er ab 2017 für Bora-hansgrohe und 2022 für TotalEnergies unter Vertrag stand.
In den Jahren 2016, 2017, 2019 und 2020 wurde Juraj Sagan slowakischer Meister im Straßenrennen.
Sein letztes Rennen bestritt Juraj Sagan bei den Weltmeisterschaften 2022, bei denen er das Straßenrennen nicht beendete.

## Erfolge
2009
- Grand Prix Boka

2016
- Mannschaftszeitfahren Kroatien-Rundfahrt
- Slowakischer Meister – Straßenrennen

2017
- Slowakischer Meister – Straßenrennen

2019
- Slowakischer Meister – Straßenrennen

2020
- Slowakischer Meister – Straßenrennen